# Foodish
Il nome "Foodish" era già in uso nel settore media e culturale italiano prima del debutto televisivo, in quanto identificava un’agenzia attiva su stayfoodish.it (snapshot Wayback Machine del 1 maggio 2024). Non ci sono rapporti ufficiali tra l’agenzia e il programma TV omonimo.
Foodish è un programma televisivo italiano di genere reality e culinario, in onda dal 2025 in access prime time su TV8, condotto da Joe Bastianich.

## Il programma
Il programma, simile al ben più noto 4 ristoranti vede sfidarsi quattro locali per conquistare un premio di mille euro e aggiudicarsi il titolo di locale Foodish. Bastianich, assistito da un vip differente in ogni episodio, visita ogni singolo locale e giudica un determinato piatto. Il ristoratore e l'ospite sono accompagnati per la città da Vittorio Anthony (attore) in qualità di autista.

## Edizioni
| Edizione | Conduzione     | Puntate | Messa in onda | Messa in onda | Emittenti |
| Edizione | Conduzione     | Puntate | Inizio        | Fine          | Prima TV  |
| -------- | -------------- | ------- | ------------- | ------------- | --------- |
| 1ª       | Joe Bastianich | 31      | 7 aprile 2025 | 3 giugno 2025 | TV8       |

### Prima edizione (2025)
| Puntata | Location   | Tema                            | Ospite                       | Prima visione  | Concorrenti | Vincitore                        |
| ------- | ---------- | ------------------------------- | ---------------------------- | -------------- | --- | -------------------------------- |
| 1       | Milano     | Miglior cacio e pepe            | Alessandro Borghese          | 7 aprile 2025  | - Ape Cesare - Osteria dal Cornuto - Risus Risotteria Contemporanea - Da Jacopo Bistrot                            | Ape Cesare                       |
| 2       | Napoli     | Miglior montanara napoletana    | Aurora Leone                 | 8 aprile 2025  | - La Padella Rosticceria - Da Rosetta - Bro - OWAP pizzerie                                                        | La Padella Rosticceria           |
| 3       | Milano     | Miglior cotoletta alla milanese | Germano Lanzoni              | 11 aprile 2025 | - Classico trattoria & cocktail - Ristorante sui Navigli a Milano - Le Meraviglie - Anche Milano                   | Classico trattoria & cocktail    |
| 4       | Milano     | Migliori noodles                | Costantino della Gherardesca | 14 aprile 2025 | - Noodles mania - Roppongi Izakaya - Inada Ramen - Zazà Ramen                                                      | Noodles mania                    |
| 5       | Napoli     | Miglior pasta alla vongole      | Antonella Fiordelisi         | 15 aprile 2025 | - La Tattoria - Locanda Del Cerriglio - Riviera di Parthenope - Officina del Mare                                  | La Tattoria                      |
| 6       | Milano     | Miglior risotto gourmet         | Rocco Tanica                 | 18 aprile 2025 | - Manna - Cactus Milano - Caciara - Innocenti Evasioni                                                             | Manna                            |
| 7       | Bologna    | Miglior lasagna                 | Beppe Signori                | 21 aprile 2025 | - Darcy Osteria Contemporanea - Lasaway - Vicolo Colombina - Antica Osteria Le Mura                                | Darcy Osteria Contemporanea      |
| 8       | Milano     | Miglior panino                  | Herbert Ballerina            | 22 aprile 2025 | - Pantura - La Cristalleria - Matanē - Zibo                                                                        | Pantura                          |
| 9       | Napoli     | Miglior genovese                | Marisa Laurito               | 23 aprile 2025 | - BAŌH - Panariè - Cibi Cotti Nonna Anna - Antica Pizzeria Chiaia                                                  | BAŌH                             |
| 10      | Milano     | Miglior uramaki                 | Giulia Salemi                | 24 aprile 2025 | - Nishiki - Yohhei Yamada - Giappugliese - Ristorante Oasi Giapponese                                              | Nishiki                          |
| 11      | Milano     | Miglior shawarma                | Guido Meda                   | 25 aprile 2025 | - HabibiOriginal - MekanPizzeriaKebap - NUN - taste of middle east - Pizzeria Kebap Senza Cipolla                  | HabibiOriginal                   |
| 12      | Napoli     | Miglior cuoppo                  | Gigi e Ross                  | 28 aprile 2025 | - Casa Capasso - Pizzeria I Buongustai - La Porta Accanto - Casa Reale di Lino Ranieri                             | Casa Capasso                     |
| 13      | Roma       | Miglior supplì                  | Scintilla                    | 30 aprile 2025 | - Sancho - Frumentario - Fiore - Cabullo                                                                           | Sancho                           |
| 14      | Milano     | Miglior hot-dog                 | Justine Mattera              | 2 maggio 2025  | - The American Hot Dog Factory - Mr Bulldog Milano - Willy's Burger - L’Ambrata The Italian Pub                    | The American Hot Dog Factory     |
| 15      | Milano     | Miglior uovo                    | Toni Bonji                   | 5 maggio 2025  | - Salt Food Atelier - Telchimilano - The Friends Pub Milano - Mezè - Lubnani Delights                              | Salt Food Atelier                |
| 16      | Bologna    | Migliori tortellini             | Roberta Capua                | 7 maggio 2025  | - CasaMerlò - Ristorante Rodrigo Bologna - Indegno - La Crescentina 2.0 - Cantina Bentivoglio                      | CasaMerlò                        |
| 17      | Milano     | Miglior pizza al taglio         | Alvin                        | 9 maggio 2025  | - Sa Pizzedda - Pizzeria Alla Fontana - MZMTR Milano - Filante Pizza                                               | Sa Pizzedda                      |
| 18      | Roma       | Migliore hamburger              | Frank Matano                 | 12 maggio 2025 | - Teddy's Lab - Franz Burger - Birretta Wine Food Hamburgeria - Cult - Burger Restaurant                           | Teddy's Lab                      |
| 19      | Milano     | Miglior picanha                 | Juliana Moreira              | 13 maggio 2025 | - Touro Churrascaria - Bistrot a casa - La Brasa Beef Restaurant - Nero 9 Milano                                   | Touro Churrascaria               |
| 20      | Bari       | Migliori orecchiette            | Vladimir Luxuria             | 14 maggio 2025 | - Il Polpettificio - La Cecchina - Osteria Villari - La Bottega del tortellino                                     | Il Polpettificio                 |
| 21      | Roma       | Migliore fritto misto           | Paola Minaccioni             | 15 maggio 2025 | - Freddy’s Bistrot Gourmet - Casa Carmen - Tre nodi Restaurant & Beach Bar - Al Molo Bastianelli                   | Freddy’s Bistrot Gourmet         |
| 22      | Milano     | Migliori tacos                  | Edoardo Franco               | 16 maggio 2025 | - Barragán - Casazul - ANyMA - Mantra                                                                              | Barragán                         |
| 23      | Roma       | Migliore carbonara              | Bianca Guaccero              | 19 maggio 2025 | - Tacito - Osteria degli amici - La Ciambella Bar À Vin - Polpetta Gazometro                                       | Tacito                           |
| 24      | Monferrato | Miglior plin                    | Bruno Barbieri               | 20 maggio 2025 | - Osteria dei Meravigliati - Trattoria Panoramica Sarroc - Trattoria Antichi Sapori - Radici - Ristorante in Vigna | Trattoria Antichi Sapori         |
| 25      | Roma       | Migliore amatriciana            | Alessandro Tersigni          | 22 maggio 2025 | - Proloco Trastevere - Sande Lo Spaghettone - La Bocca di Roma - Pizzeria Ristoro Est! Est! Est!                   | Proloco Trastevere               |
| 26      | Bergamo    | Migliori casoncelli             | Ludovica Pagani              | 23 maggio 2025 | - La Gasthaus Bistrot - Dal Pistis - Trattoria del luppolo - La Ripa - Trattoria Visconti                          | La Gasthaus Bistrot - Dal Pistis |
| 27      | Firenze    | Migliore pappa al pomodoro      | Fabrizio Biggio              | 26 maggio 2025 | - Alimentari del Chianti - La Bohème - Ristorante Benedicta - Trattoria da Burde                                   | Trattoria da Burde               |
| 28      | Torino     | Miglior vitello tonnato         | Antonella Elia               | 27 maggio 2025 | - Almondo Trattoria - Mollica - L'uliveto - Ristorante Casa Vicina                                                 | Ristorante Casa Vicina           |
| 29      | Roma       | Miglior coda alla vaccinara     | Vera Gemma                   | 29 maggio 2025 | - Dar Bruttone - Conciabocca - Tozzo Strit Fud - Fraschetta Gourmet                                                | Fraschetta Gourmet               |
| 30      | Bari       | Miglior puccia                  | Dolcenera                    | 2 giugno 2025  | - Paradise Gastrò - La Bitta - Porto Sicuro - Mamapulia - Sorsi e morsi                                            | Mamapulia                        |
| 31      | Firenze    | Miglior lampredotto             | Cristiano Tomei              | 3 giugno 2025  | - I' Trippaio di Firenze - Ditta Eredi L. Nigro - Il Cernacchio Food & Wine - Lo Schiacciavino                     | Il Cernacchio Food & Wine        |